# Wóz z sianem
Wóz z sianem (niderl. Hooiwagen-drieluik) – tryptyk niderlandzkiego malarza Hieronima Boscha.

## Geneza
Tryptyk został namalowany na zlecenie Bractwa Wspólnego Życia, działającego w Antwerpii, które za swój cel miało odnowę życia chrześcijańskiego. Bosch, tworząc dzieło, zilustrował flamandzkie przysłowie: świat jest wielkim wozem siana, każdy zgarnia z niego tyle, ile zdoła. Artysta czerpał również inspirację z psalmu 103 z Księgi Psalmów:

Dni człowieka są jak trawa;
kwitnie jak kwiat na polu.
Ledwie muśnie go wiatr, a już go nie ma,
i miejsce, gdzie był, już go nie poznaje.

W 1570 roku obraz został zakupiony przez króla Hiszpanii Filipa II. Przez wiele lat zdobił ściany pałacu królewskiego Escorial pod Madrytem. Tryptyk przedstawia trzy sceny: wizję raju, ziemi i piekła, które w całości miały stanowić wyobrażenie świata. Patrząc na obraz od lewej do prawej strony, można zobaczyć historię grzechu pierworodnego i życia na ziemi, kończącego się w płomieniach. Malarz przedstawia historię grzechu i wszystkie jego odmiany.

## Dwie wersje
Zachowały się 2 wersje „Wozu z sianem”. Jedna znajduje się w Prado, druga w klasztorze w Escorialu. Obie przetrwały w nie najlepszym stanie. Różnią się rozmiarami i czasem powstania. Wersja z Escorialu, tradycyjnie uznawana za replikę tryptyku z Prado, powstała jednak znacznie wcześniej. W dodatku autorstwo Boscha w obu przypadkach jest kwestionowane. Badania dendrochronologiczne i analiza stylistyczna sugerują, że są to kopie wykonane przez jego uczniów. Potwierdza to technika malowania: płaski modelunek cienką warstwą farby o rozlanych konturach oraz słabości wykonawcze i stylistyczne w ujęciu postaci np.  Wędrowca na zewnętrznych stronach skrzydeł (wyjątkowo niezgrabna praca warsztatu Boscha). Tryptyk z Prado nie mógł powstać w 1500 (taka datę podaje większość źródeł), bo w tym czasie nie istniało jeszcze drewno, na którym został namalowany. Za najwcześniejszą datą jego powstania należy uznać rok 1516, a więc rok śmierci artysty. Można przyjąć, że Bosch go tylko rozpoczął, a naprawdę wykonał któryś z jego współpracowników. Pierwowzór obu wersji namalowany przez samego mistrza nie dochował się do naszych czasów. Potwierdza to tezę, że warsztat artysty nastawiony był na produkcję imitacji i pastiszów stylu Boscha oraz mniej lub bardziej swobodnych kopii dzieł artysty.
|  |  |

|  |  |

## Opis obrazu

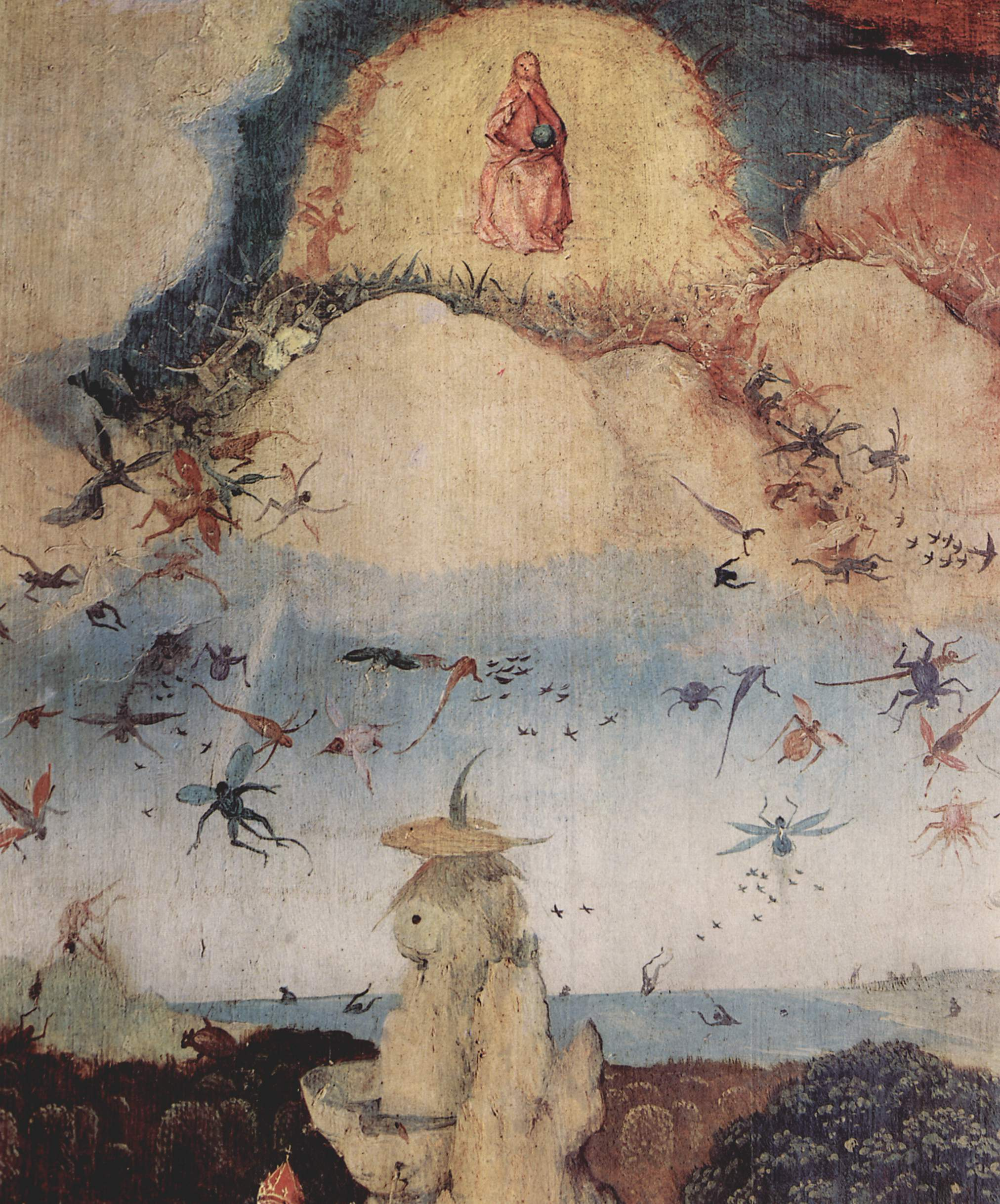
Fragment panelu Raj utracony – strącenie aniołów i Lucyfera

### Wizja raju
Raj został ukazany na lewym skrzydle. Widać tam trzy sceny, których bohaterami są biblijni Adam i Ewa. W górnej części przedstawiony został moment stworzenia pierwszych ludzi – z ciała śpiącego Adama Bóg wyciąga żebro, z którego tworzy Ewę. Scena środkowa obrazuje kuszenie przez węża, a następnie, poniżej, widać moment wygnania Adama i Ewy z raju przez anioła z ognistym mieczem. Na samej górze, w lewej części tryptyku, artysta przedstawił również strącenie upadłych aniołów i Lucyfera. Aniołowie mają postać owadów lub skrzydlatych gadów.

### Wizja ziemi
Główna część tryptyku przedstawia wóz z sianem, który toczy się od utraconego raju do przedstawionego w prawym skrzydle piekła. Wóz z sianem symbolizuje tu życie toczące się w jednym kierunku oraz doczesne przyjemności, ziemskie bogactwo i zaszczyty, o jakie walczą ludzie w swoim życiu. Pojazd ciągnięty jest przez demoniczne postacie. Za nim kroczą możnowładcy, którzy bez ścisku, swobodnie, biorą z wozu to co chcą.
Poniżej, po bokach, stłoczony tłum śmiertelników próbuje uszczknąć dla siebie garść siana. Z powodu nadmiernej liczby chętnych do pozyskania dóbr tego świata, wokół wozu widzimy wszelkie możliwe sceny zazdrości, kłótni, a nawet zabójstwa. Wokół przedstawianych postaci widoczne są groteskowe stwory, symbolizujące ich wady. Tłum podzielony jest dodatkowo na różne grupy społeczne. Wśród nich przedstawione zostały (po prawej stronie u dołu) zakonnice chowające siano do worków i zakonnik, któremu usługują, a który trzymając w ręku kielich, posługuje się nimi.
Na szczycie wozu Bosch przedstawił parę zakochanych chowających się w krzakach i scenę miłosną z udziałem trzech osób. Obok nich klęczy anioł i modli się do Boga, wstawiając się za ludzkość i jej grzechy. Z drugiej strony kochankom przygrywa na nosie demon w niebieskich szatach, symbolizujący hipokryzję i zwodniczość. Scenę uzupełnia sowa siedząca na drzewie, która wabi również inne ptaki (na obrazach Boscha sowa jest zwykle symbolem ułudy i złych zamiarów). Cała scena ma ukazać moc diabelskich sztuczek, których jedynym celem jest odciągnięcie człowieka od Boga i zepchnięcie go do piekła. Miłosnej scenie z ukrycia przygląda się żebrak-podglądacz, pragnący uszczknąć dla siebie odrobinę przyjemności. Umiejscowienie pary kochanków na szczycie wozu ma na celu ukazanie, iż ze wszystkich grzeszników para grzeszy największą naiwnością, myśląc, że będąc na szczycie, nic im nie grozi.
Nad głowami wszystkich ludzi ukazany został zmartwychwstały Chrystus wraz ze swoimi stygmatami. Jest on symbolem zbawienia, jednakże nikt z tłumu nie zauważa go.

### Wizja piekła

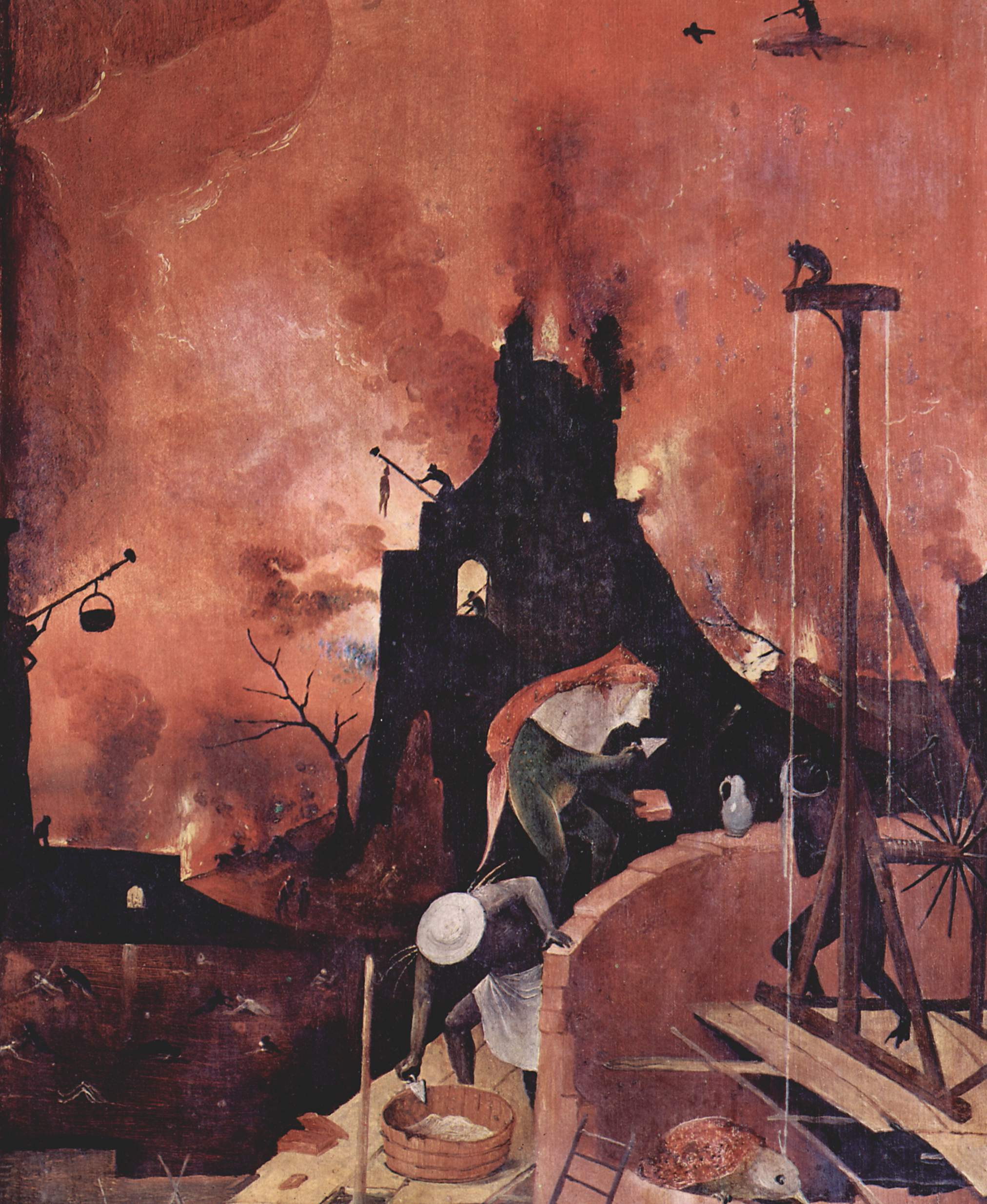
Diabeł murarz budujący wieżę z grzechów ludzkości

Po prawej stronie rozpościera się piekło. Wyobrażone jest jako miasto otoczone, ale nie trawione przez ognie piekielne. W środku pożogi trwa nieustanna budowa wieży z grzechów ludzkich. Symbolizuje ona również nigdy nieukończoną wieżę Babel. Na murach widoczny jest diabeł w postaci małpy, który jako murarz buduje wieżę ku oddalającemu się niebu. Dusze ludzkie otoczone są potworami ukazującymi alegorycznie różne grzechy – m.in. ropucha oznacza tu lubieżność, natomiast pies kąsający nagą duszę symbolizuje marnotrawstwo.

### Obraz przedni
Po zamknięciu tryptyku ukazuje się pielgrzym symbolizujący ludzkość, którą czeka długa droga do uzyskania zbawienia i odkupienia grzechów. Za pielgrzymem ukazane zostały niebezpieczeństwa, jakie czyhają po drodze na człowieka. Wędrowiec spogląda w tył, jakby wracał do błędów, które sam popełnił we wcześniejszym życiu. Postać w podobnej pozie została przedstawiona przez Boscha w innym jego dziele Wędrowiec, znajdującym się obecnie w Museum Boijmans Van Beuningen w Rotterdamie.

## Wóz z sianem w kulturze
Obraz Boscha był inspiracją dla wiersza Jacka Kaczmarskiego pt. Wóz siana.
Do obrazu Wóz z sianem odnosi się również bezpośrednio wiersz Litania do świętego Antoniego Romana Brandstaettera.

## Literatura
- Minnick Nathaniel. Hieronymus Bosch’s Triptychs in the Netherlandish Tradition, University of Michigan, 2005